# Vinnie Chulk
Charles Vincent Chulk, né le 19 décembre 1978 à Miami (Floride), est un joueur américain de baseball évoluant dans la Ligue majeure de baseball avec les Pirates de Pittsburgh depuis décembre 2009 après avoir porté les couleurs des Giants de San Francisco, des Toronto Blue Jays et des Indians de Cleveland. Après la saison 2009, il compte 7 victoires pour 15 défaites et une moyenne de points mérités de 4,32. Il se contente de jouer en Ligues mineures en 2010.

## Carrière
Lycéen au Palmetto Senior High School, puis étudiant à la Saint Thomas University de Miami, Vinnie Chulk est drafté le 5 juin 2000 par les Blue Jays de Toronto. Il fait ses débuts en Ligue majeure le 8 septembre 2003. Il est échangé avec Shea Hillenbrand contre Jeremy Accardo chez les Giants de San Francisco le 22 juillet 2006.
Vinnie Chulk signe un contrat de ligue mineure chez les Indians de Cleveland le 15 janvier 2009. Il est appelé en Ligue majeure le 11 avril pour compenser la blessure de Scott Lewis. Il effectue une relève (2,1 manches pour 1 point mérité) à l'occasion de ses débuts sous l'uniforme des Indians.